# Géocaching
Vous pouvez aider à l'améliorer ou bien discuter des problèmes sur sa page de discussion.
- Il ne cite pas suffisamment ses sources. Vous pouvez indiquer les passages à sourcer avec {{référence nécessaire}} ou {{Référence souhaitée}}, et inclure les références utiles en les liant aux notes de bas de page. (Marqué depuis mai 2025)
- Il relève du guide pratique, ce qui n'est pas de nature encyclopédique. Vous pouvez reformuler les passages concernés, ou remplacer ce bandeau par {{pour Wikibooks}}, {{pour Wikiversité}}, ou {{pour Wikivoyage}}, afin de demander le transfert vers un projet frère plus approprié. (Marqué depuis mai 2025)
- Il doit être recyclé. La réorganisation et la clarification du contenu sont nécessaires. (Marqué depuis mai 2025)

- Archive Wikiwix
- Bing
- Cairn
- DuckDuckGo
- E. Universalis
- Gallica
- Google
- G. Books
- G. News
- G. Scholar
- Persée
- Qwant
- (zh) Baidu
- (ru) Yandex
- (wd) trouver des œuvres sur Wikidata

L'un des symboles les plus utilisés pour le géocaching.

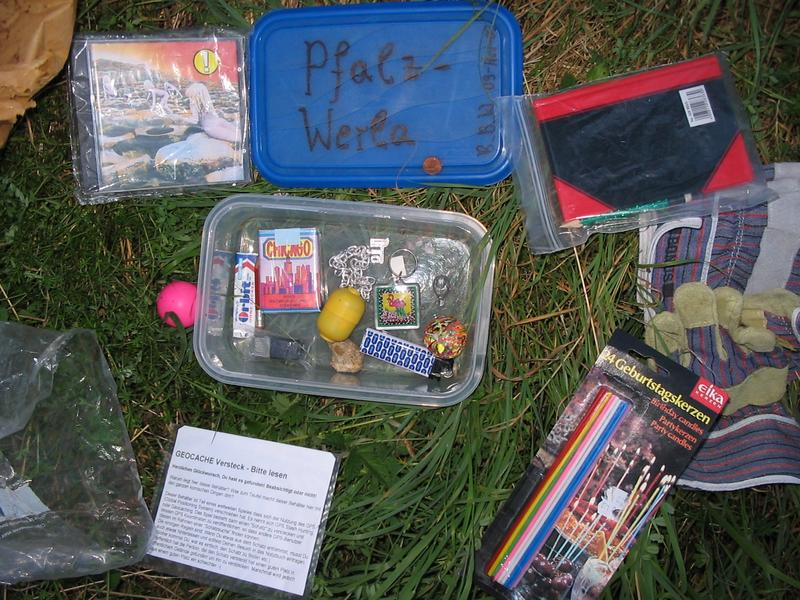
Le contenu d'une « géocache » en Allemagne.

Le géocaching (ou geocaching) est un loisir de plein air qui consiste à utiliser la technique du géopositionnement par satellite (GPS) pour rechercher ou dissimuler des « caches » ou des « géocaches », dans divers endroits à travers le monde. Une géocache typique est constituée d’un petit contenant étanche et résistant, comprenant un registre des visites et parfois un ou plusieurs « trésors », généralement des bibelots sans valeur.
En 2013, plus de deux millions de géocaches,, ont été répertoriées dans 195 pays sur les différents sites web communautaires consacrés à ce loisir.
En 2017, elles sont plus de 3 millions répertoriées sur le site Geocaching.com dans plus de 180 pays, dont une dans la Station spatiale internationale. 

## Historique
Le géocaching n'était pas possible techniquement avant la désactivation de la disponibilité sélective (selective availability) du GPS le 1er mai 2000. La première cache localisée par GPS et documentée fut placée le 3 mai 2000 par Dave Ulmer, originaire de Beavercreek (en), dans l'Oregon. Les coordonnées furent publiées sur le groupe Usenet sci.geo.satellite-nav. Dès le 6 mai 2000, la géocache avait déjà été trouvée deux fois (et journalisée une fois par Mike Teague, originaire de Vancouver, au Canada).
Ce type de chasse au trésor était à l'origine appelé par ses premiers participants GPS stash hunt, ou gpsstashing. Après une discussion dans le groupe gpsstash du site web eGroups (en) (devenu par la suite Yahoo! Groups), Matt Stum suggéra geocaching à la place de stash (en français « butin », ou « planque »), qui pouvait avoir des connotations négatives.
En 2000, Jeremy Irish, Elias Alvord et Bryan Roth fondent à Seattle la société Groundspeak, qui gère notamment le site web Geocaching.com, listant en septembre 2015 plus de 2 700 000 géocaches actives à travers le monde (un autre site web de la société, Waymarking.com, répertorie les caches dites virtuelles ou caches webcams). Ce portail ainsi que d'autres sites web consacrés au géocaching dans des pays spécifiques permettent aux participants de publier leurs trouvailles, leurs caches et d'organiser des rencontres. Geocaching.com permet également de suivre le déplacement de certains objets d'une cache à une autre (les travel bugs), et publie également des caches dont les coordonnées sont uniquement visibles à ses abonnés payants (caches dites « premium »). La grande majorité des caches sont cependant accessibles à des abonnés dits « basiques » (inscription gratuite). Un abonnement, d'une trentaine d'euros par an, permet de disposer d'options facilitant le jeu (par exemple : téléchargement de grandes quantités de coordonnées de caches à injecter dans le GPS). Une critique récurrente consiste à discuter la pertinence du tarif par rapport au service fourni, puisque ce n'est pas la société Groundspeak qui met en place et maintient les caches.
La popularisation et la démocratisation des récepteurs GPS portables depuis le milieu des années 2000, désormais vendus à des prix comparables à ceux des appareils photos numériques, a été essentielle à l'essor du géocaching.
Le passe-temps est pratiqué par de nombreux jeunes (parfois encadrés par un adulte dans le cadre d'une animation socioculturelle), mais aussi par des enthousiastes de la randonnée et des amoureux de la nature.
Dans les pays francophones, les participants sont généralement appelés des « géochercheurs » (ou « géo-chercheurs »), « géocacheurs » ou « géotrouveurs ». Il y aurait environ 7 000 000 de personnes pratiquant cette activité sur toute la planète.

## Description
Les participants enregistrent leur découverte sur un registre des visites (généralement un petit carnet appelé logbook) à l'intérieur de la géocache et la partagent sur un site web communautaire consacré à ce loisir. Dans certains cas, les coordonnées à découvrir ne sont pas des caches, mais des marqueurs géographiques, comme ceux que diverses organisations gouvernementales ou scientifiques utilisent pour marquer latitudes et longitudes.
Les géochercheurs peuvent trouver différents objets dans les caches, les plus courants sont des objets d'échange ou SWAG (de l'anglais Stuff We All Get). Les joueurs sont invités à prendre un objet de la cache à condition d'y laisser à la place un autre de valeur équivalente ou supérieure. Des petits jouets ou bibelots sans valeur constituent généralement le contenu d'une géocache typique. Certains y laissent aussi leur carte de visite, des pièces de monnaie ou billets correspondant à une faible somme et autres souvenirs. Les denrées alimentaires sont proscrites car pouvant attirer les animaux. Les objets laissés dans la cache ne doivent pas être dangereux ni illégaux (pas de munitions ou de canifs, par exemple). Une note explicative accompagne généralement la cache, décrivant le géocaching aux non-initiés et les invitant à laisser la cache en place et à participer à l'activité.
Les contenants typiques sont généralement des boîtes en plastique de type Tupperware, des boîtes à munition, ou même simplement des petites boîtes métalliques à bonbons ou des capsules de film négatif reconverties en « microcaches ». Ces dernières sont les types de caches privilégiées pour le géocaching urbain, qui nécessite un camouflage plus habile et à l'épreuve des curieux que les caches en milieu rural.

### Recherche de cache

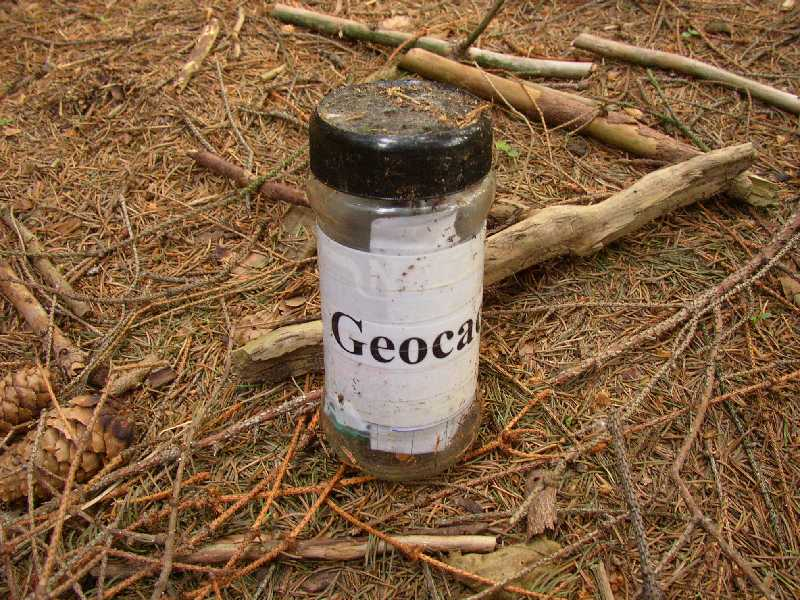

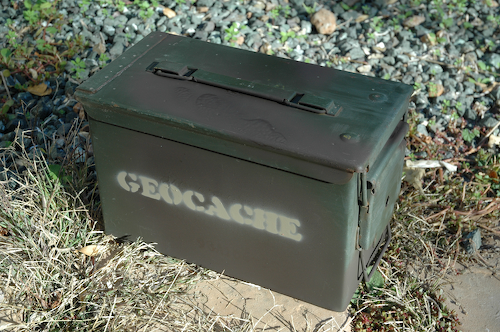

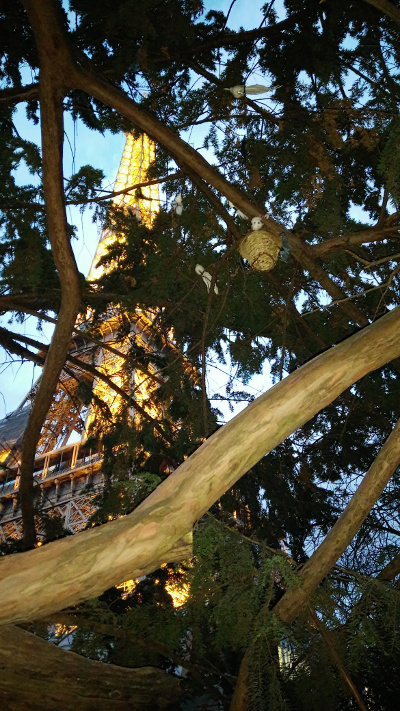
Exemples de conteneurs servant de géocaches : en haut, un bocal ; plus bas, une boîte de munition reconvertie en géocache, et ci-contre, au pied de la dame de fer, la cache la plus favorisée de France: Eiffel Power (GC5552H) de Arnokovic.

Les récepteurs GPS nécessaires à la pratique de ce passe-temps sont facilement disponibles chez les distributeurs d'électronique grand public, et certains possèdent désormais des fonctionnalités destinées au géocaching. La popularisation de sites Web et logiciels d'information géographique comme Google Earth permet cependant aux participants démunis d'un récepteur GPS de localiser certaines caches en les situant au préalable sur une carte.
Plusieurs sites communautaires, généralement consacrés à un pays ou une région particuliers, permettent aux géochercheurs de localiser les caches situées autour d'une adresse physique, d'un code postal, de coordonnées géographiques ou d'une ville donnés.
Le géochercheur peut ensuite se rendre aux coordonnées publiées équipé de son récepteur GPS. Certaines caches sont accessibles en milieu urbain par n'importe quel piéton. D'autres nécessitent une randonnée, voire un peu d'escalade. Certaines nécessitent un accès par bateau ou une descente en rappel. D'autres nécessitent de résoudre une énigme afin d'obtenir les coordonnées finales de la cache. Certaines ne peuvent être trouvées que la nuit, faisant appel à des objets ou autocollants visibles à la lumière d'une torche électrique.
Une fois la cache trouvée, le géochercheur peut choisir de prendre et de laisser un objet dans le contenant. Il indique ensuite sa visite dans le registre inclus dans la cache, et replace cette dernière là où il l'a trouvée.
Avec le développement des smartphones, il est maintenant possible de connaitre l'emplacement et la description des caches n'importe où et à n'importe quel moment grâce à l'application Geocaching.

### Création de cache
Le code éthique des géochercheurs interdit les caches sur des terrains dont l'accès est réglementé par les autorités (terrain militaire, proche de bâtiments de police, écoles) ou par leur propriétaire, ainsi que les caches nécessitant d'être déterrées, ou dont la présence peut être nocive à l'environnement (zone de protection nature).  
Les géochercheurs ayant créé une cache sont responsables de leur entretien, et le code d'éthique exige que l'accord du propriétaire ou gestionnaire des lieux soit obtenu avant que les coordonnées de la cache ne soient rendues publiques si celle-ci est sur une propriété privée sans droit de passage public. 
Il peut arriver qu'une cache soit endommagée par les intempéries ou les animaux, vandalisée, ou simplement détruite lors de travaux d'entretien ou de construction. Il est alors de la responsabilité du géoplaceur de renouveler la boite, changer le logbook ou finalement de dévalider et archiver la cache. À partir de ce moment elle ne sera plus visible dans les listes ni sur la carte de geocaching.com.
Le défi du créateur de cache consiste à trouver un endroit que d'autres géochercheurs pourront trouver, mais que le reste des visiteurs (et les vandales potentiels) ne pourront pas facilement remarquer. La cache correspond en général à un endroit choisi par son créateur pour sa valeur géographique (la promenade à effectuer pour trouver la cache ou la vue à partir de celle-ci), historique, culturelle, scientifique ou sentimentale.
Lorsqu'une cache se situe dans une cavité souterraine, naturelle (grotte, aven,..) ou artificielle (mine, souterrain,..), des géocacheurs ou géochercheurs non formés à la spéléologie peuvent alors mettre en péril l'environnement souterrain et leur propre sécurité.

### Types de caches
Il existe plusieurs types de caches :
- Traditionnelle : les coordonnées publiées dans la description de la cache indiquent l'emplacement du « trésor ». Reste aux participants à trouver le contenant pour en signer le registre des visites.
- Multiple (ou « multi-cache ») : les coordonnées publiées dans la description de la cache indiquent le point de départ de la piste menant au « trésor ». La piste est composée de plusieurs points de passage qui peuvent être autant de contenants à trouver pour connaître le point suivant ou d'indices à récolter sur un lieu précis permettant le calcul de l'étape suivante.
- Mystère ou casse-tête : les coordonnées de la cache ne sont pas publiées mais peuvent être obtenues en résolvant une énigme (directement sur le terrain ou sur internet préalablement).
- Cache boîte aux lettres et boîte aux lettres hybride (Letterbox Hybrid) : forme de chasse au trésor ancêtre du géocaching, utilisant des indices au lieu de coordonnées. La boîte aux lettres hybride est une évolution de la simple boîte aux lettres, peut être trouvée grâce à ses coordonnées géographiques, et le propriétaire en a fait une boîte aux lettres et une géocache.
- Earthcache : endroit spécial que l’on peut visiter se rapportant à un lieu géographique ou « géo-scientifique » unique de notre planète. Ces types de caches proposent un ensemble d’informations culturelles et les détails pour trouver l'endroit (latitude et longitude). Les visiteurs peuvent voir comment la planète a été formée par des processus géologiques, comment sont contrôlées les ressources et comment les scientifiques recueillent des informations pour étudier la planète.
- Event ou événement : les géocacheurs se donnent une date et un lieu pour se rencontrer, discuter du géocaching et faire des caches à plusieurs.
- Mega event ou méga-événement : rassemblements de plus de 500 géochercheurs.
- Giga event ou giga-événement : rassemblements de plus de 5000 géochercheurs.
- CITO : signifie Cache In Trash Out, c'est un type d'event (rassemblement de géocacheurs) d'initiative environnementale dans lequel les participants se concentrent, par exemple, sur le ramassage de déchets dans un espace naturel ou la plantation d'arbres ou de végétaux.
- Cache Wherigo : il s'agit d'un type de cache spécifique où le géocacheur est lui-même l'acteur de sa recherche de trésor. En effet les déplacements du joueur déclenchent des actions à effectuer prévues par le créateur de la cache. Il faut être équipé d'un GPS ou d'un smartphone spécifique pour charger la cartouche.
- GPS Adventures Maze Exhibit (ou Exposition d'aventures GPS) : type de cache assez rare s'apparentant à un event, il est centré sur la découverte de la technologie GPS à l'aide d'expérience interactives ou d'ateliers ludiques.
- Labcaches (ou caches prototypes) : C'est un type de géocache rare destiné à améliorer le jeu. Souvent innovantes et expérimentales, les labcaches sont généralement créés lors de Méga ou Giga events. Une nouvelle application ADVENTURE LAB apparue en 2019 relance le type Labcache désormais disponible hors Events, il n'est cependant possible d'en créer que sous certaines conditions d'attribution définies par Groundspeak:

Certains d'entre eux ont été quelque temps "obsolètes", il est toujours possible de trouver des caches de ces types mais il n'est possible d'en créer que sous certaines conditions d'attribution définies par Groundspeak.
- Cache virtuelle : point d'intérêt dont la désignation de « cache » est usurpée, puisqu'il s'agit en général d'un lieu à l'intérêt scientifique, historique ou culturel. Les marqueurs géodésiques du National Geodetic Survey américain ou les plaques ou monuments marquant un lieu historique sont des exemples de caches virtuelles.
- Cache webcam : autre exemple de « cache » qui n'en est pas vraiment une, puisqu'il s'agit ici de webcams publiques devant lesquelles les participants doivent se rendre afin de voir leur image capturée (la pratique nécessite généralement l'assistance d'un internaute complice qui doit capturer l'image du géo-chercheur sur le site de la webcam en question).

Certaines caches peuvent receler un (ou plusieurs) objets :  objets voyageurs (travel bug), géomonnaie, Goodies, ... 

### Taille des caches physiques
On identifie la taille des caches pour permettre une recherche plus logique : 
- Les micro-caches (Micro) : Il s'agit de toute petite cache ne contenant pas plus qu'un petit logbook bien enroulé (voir section "jargon"). Ces géocaches font la taille d'une boîte de pellicule photo (ou plus petit, on trouve même des "nanos", environ 1 cm3!)
- Les petites caches (Small) : Ce sont souvent des petites boites alimentaires dans lesquelles il y a le registre ainsi que possiblement un crayon ainsi que des objets en tous genres. Une géocache "small" fait généralement la taille d'une boîte à sandwiches.
- Les caches normales (Regular) : De la taille de boîtes de glaces, il y a généralement beaucoup de "trésors" à l'intérieur. Une géocache de taille normale fait à peu près la taille d'une boîte à chaussures.
- Les grandes caches (Large) font appel à des récipients de grande capacité (20 litres ou plus).
- Les virtuelles (Virtual) : Désigne la "taille" des caches virtuelles et webcam où il n'y a pas de contenant physique à trouver.
- Autres : Il faut dans ce cas bien lire la description de la cache pour comprendre celle-ci. Il s'agit assez souvent de caches dites "nano" (soit plus petites que "micro") mais les Earthcaches sont également considérées comme de taille "autre".

### Cotation
Le site geocaching.com a son propre système de cotation des caches. Le placeur doit sélectionner une difficulté à sa cache dans une échelle allant de 1 à 5 étoiles, une étoile étant une cache très simple et 5 étoiles une cache nécessitant beaucoup de réflexions et de recherches. De la même façon, le placeur choisit la cotation terrain : de « T1 » pour un endroit plat ou accessible en fauteuil roulant jusqu'à « T5 » pour un emplacement nécessitant un équipement spécial, tel que du matériel d'alpinisme ou de plongée par exemple.

## Objets liés au géocaching

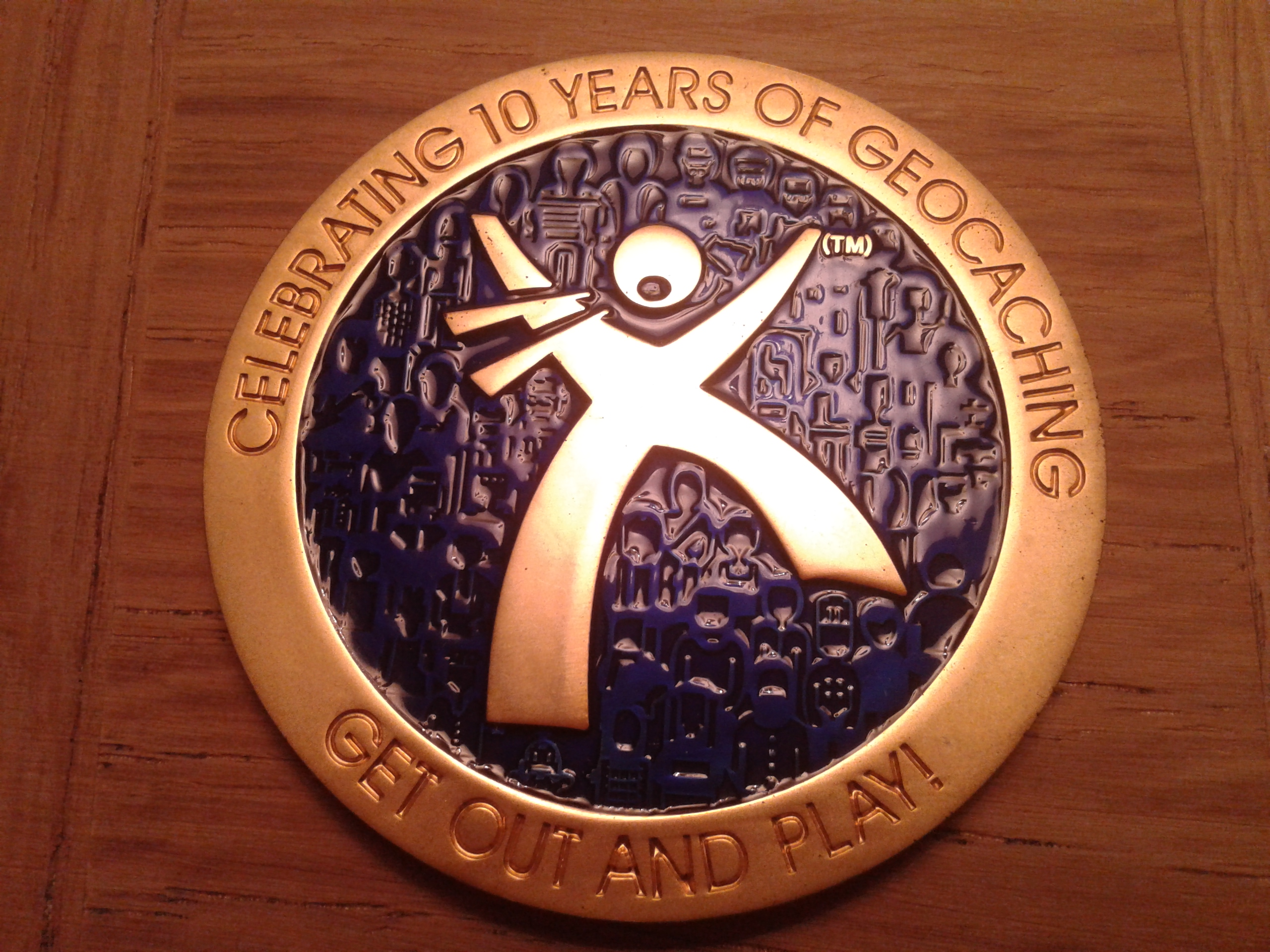
Geocoin utilisable et "trackable" sur le site www.geocaching.com.

### Objets voyageurs

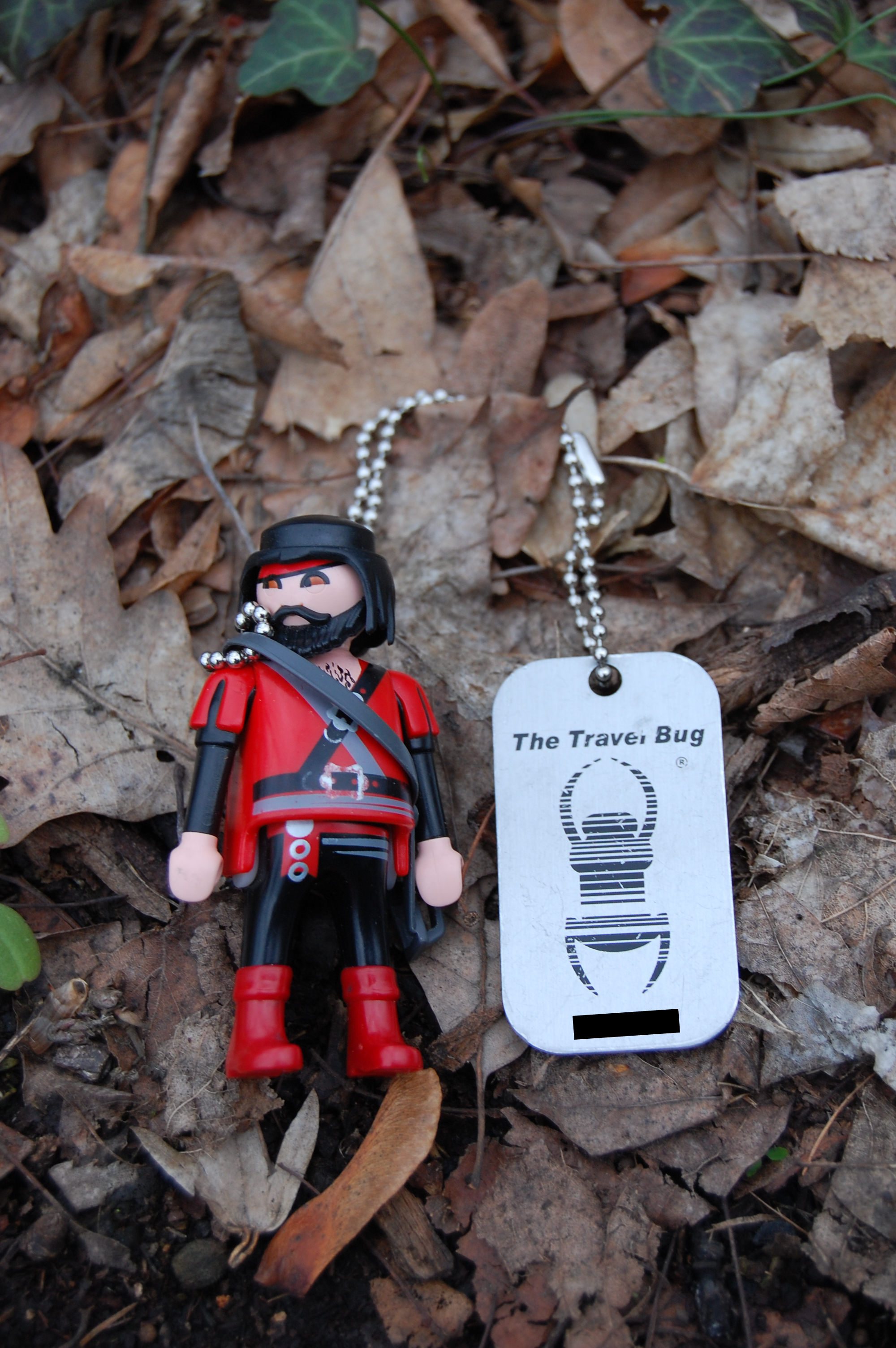
Pirat Captain Kyro Travel Bug.

Les objets voyageurs (en anglais travel bugs, souvent abrégé TB) sont des objets destinés à être pris dans une cache pour être déposés dans une autre. Ils sont munis d'un code (souvent gravé sur une plaque métallique), permettant de les identifier sur le site (ou l'application) du Géocaching. Ils ont généralement un objectif ou  une mission choisie par le possesseur (faire le tour du monde, aller en Australie, etc.). Libre ensuite aux géochercheurs trouvant la cache de contribuer au progrès du travel bug, qui possède souvent un identifiant spécifique permettant de suivre sa progression dès que le géochercheur le saisit sur un site communautaire participant. Ils peuvent ainsi voyager (d'où le nom) entre beaucoup d'endroits très espacés.
Appelés, dans le jargon du jeu « objets voyageurs », ils ont diverses finalités. Ils peuvent rester dans les mains de leur propriétaire qui les fera voyager plus tard, ou bien être déposés dans une autre cache afin d'être repris par un géocacheur qui, à son tour, les fera voyager et les déposera dans une autre cache.
Le propriétaire doit acquérir un médaillon vendu sur internet ou dans des boutiques officielles et l'attacher à l'objet de son choix. C'est pourquoi toutes sortes sont utilisées, allant du crayon à la brouette [pas clair]. Il appartient ensuite au propriétaire d'enregistrer l'objet voyageur sur le site Geocaching.com et ainsi créer une page consacrée à l'objet, spécifiant ou non son objectif, sa mission. Chaque objet voyageur possède son propre numéro de suivi (numéro de tracking), qui sera utilisé par les géocacheurs pour le découvrir ou le récupérer.

### Géomonnaie
Un autre type d'objet populaire chez les géochercheurs est la « géomonnaie ». Certaines associations ou sociétés frappent des pièces sans valeur fiduciaire ou numismatique (« géopièces », appelées en anglais geocoins), ayant souvent un numéro de série unique, que leurs propriétaires incluent dans une cache et dont ils peuvent ensuite suivre la progression dès qu'un autre géochercheur en saisit l'identifiant et les coordonnées sur un site Web associé.

### Objets d'échange en bois

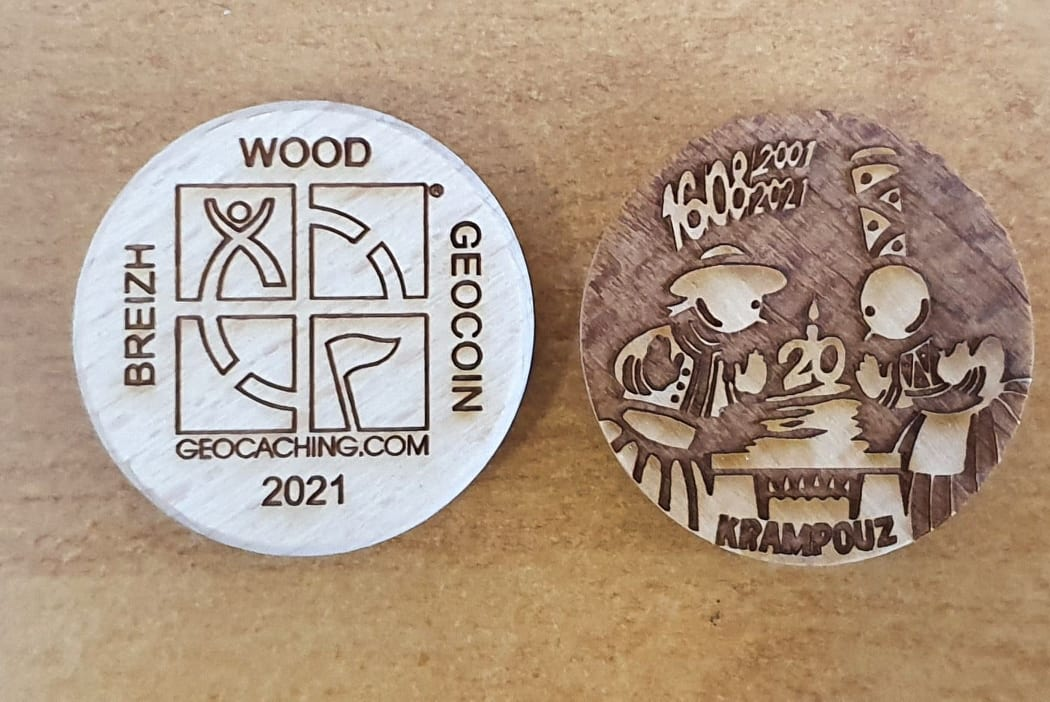
Un woodcoin réalisé pour les 20 ans du géocaching en Bretagne

Objet d’échange en bois, le « Geowood » (ou CWG) est une pièce lisse et épaisse, un peu biseautée, avec le logo « Géocaching » d'un côté et une image de l'autre. Elle est associée à un pays (FRENCH, BELGIAN, CZECH). Fabriqué à l'occasion d'un événement ou à la demande du géocacheur avec son pseudo ou logo, il en existe des milliers répertoriés sur certains sites pour les collectionneurs. Fabrication quasi exclusivement basée en République tchèque, lieu de son origine en 2005.

## Jargon
- Elle contient une ou plusieurs listes. Le texte gagnerait à être rédigé sous la forme d’un ou plusieurs paragraphes synthétiques, afin d’être plus agréable à lire. (Marqué depuis mai 2025)
- La pertinence de son contenu est remise en cause. Considérez-le avec précaution. (Marqué depuis mai 2025)

Comme beaucoup de hobbyistes et de sous-cultures, les géocacheurs ont leur propre jargon.
- LOGBOOK - Le registre situé à l'intérieur de la cache et servant à prouver que vous l'avez trouvée est appelé logbook (registre en français) mais le terme utilisé en français est généralement logbook.
- GEOMOLDUS / MOLDUS - Les non-initiés sont souvent désignés comme des « géomoldus » ou juste «moldus» (en anglais muggles), une référence à la série littéraire Harry Potter
- MUGGLED - Lorsqu'une cache est vandalisée, détruite ou volée par un non-initié moldus, elle est dite muggled en anglais.
- CRACKER - Pour les caches mystères, on dit que le géocacheur doit « cracker » (résoudre) une énigme.

### Sigles
Les participants du géocaching utilisent, comme les internautes, de nombreux sigles et autres expressions fréquemment utilisées dans les journaux de logs tels que :
- TNLN / RPRL (Took Nothing Left Nothing) et son pendant francophone RPRL (« Rien Pris Rien Laissé »), une inscription souvent laissée sur les registres de visites et les pages Web correspondant à une cache.
- TFTC / MPLC (Thanks For The Cache), en français MPLC (« Merci Pour La Cache »)
- BYOP (Bring Your Own Pen, ou « Apportez votre propre crayon »).
- FTF / PAT (First To Find) désigne quant à lui le premier trouveur d'une cache. Le pendant francophone est PAT (« Premier À Trouver »), mais le terme n'est pas vraiment utilisé.
- STF (Second To Find) indique que le joueur est le second à trouver la cache.
- TTF (Third To Find) désigne le troisième géocacheur qui découvre la cache.
- FTC (First To Crack) est utilisé sur les caches mystères. TFC indique que le joueur est le premier à avoir totalement résolu l'énigme.
- STC (Second To Crack) indique que le joueur est le second à résoudre l'énigme.
- TTC (Third To Crack) désigne le troisième joueur qui a trouvé la solution de l'énigme.
- FTL À l'opposé, certains s'autoproclament FTL (First To Lose) lorsqu'ils sont les premiers à ne pas trouver la cache.
- YAPTIDKA (Yet Another Park That I Didn't Know About), en français « encore un parc que je ne connaissais pas », en référence à un square ou un coin de verdure méconnu dans une grande ville. Ce sigle est plus anecdotique.
- DNF (Did Not Find) - Signifie que l'on n'a pas trouvé la cache.
- LPC (Lamp Post Cache) - Réfère aux caches dissimulées dans les bases de poteaux électriques, lieu commun où trouver des caches.
- PZ (Point Zero) - Réfère au point indiqué par le GPS comme étant là où se trouve la cache. Sa véracité dépend de la précision des GPS utilisés.
- SL (Signed Log) - Signifie que l'on a signé le carnet contenu dans la cache.
- SWAG (Stuff We All Get) - Ce sont des objets d'échange sans valeur ou de peu de valeur. Son utilisation est peu fréquente.
- TB / Objet voyageur (Travel Bugs) - TB est généralement utilisé pour désigner un Objet voyageur.
- WA (Will Attend) / participera - Signifie qu'on a l'intention de participer à un Event.